# ایستگاه متروی ایران خودرو
ایستگاه متروی ایران خودرو، یکی از ایستگاه‌های خط پنج مترو تهران است. این ایستگاه در کیلومتر ۱۴ اتوبان تهران کرج، جنب باشگاه ایران خودرو و کارخانجات ایران خودرو واقع شده‌است. مساحت فضای سرپوشیده این ایستگاه بالغ بر ۳٬۹۵۳ متر مربع و فضای باز آن بالغ بر ۱۱٬۶۰۷ متر مربع است.
ورودی‌های این ایستگاه به ترتیب در ضلع غربی و ضلع شرقی اتوبان تهران کرج قرار دارند.
ایستگاه متروی ایران خودرو در تاریخ ۲۴ اسفند ۱۳۸۳ افتتاح شده‌است.

## امکانات
این ایستگاه امکاناتی نظیر تلفن عمومی کارتی، پله برقی، دفتر اشیاء گم شده، رمپ، آب سردکن، سرویس بهداشتی عمومی، نمازخانه، پایانه اتوبوس رانی و پارکینگ عمومی را دارا می‌باشد.